# Grotea californica
Grotea californica är en stekelart som beskrevs av Ezra Townsend Cresson 1879. Grotea californica ingår i släktet Grotea och familjen brokparasitsteklar. Inga underarter finns listade i Catalogue of Life.